# توفکچی اوغلو، پلاتلی
توفکچی اوغلو، پلاتلی (به لاتین: Tüfekçioğlu, Polatlı) یک منطقهٔ مسکونی در ترکیه است که در پولاتلی واقع شده‌است.